# Hyuk
Han Sang Hyuk (en hangul, 한상혁; Dong, Daejeon, 5 de julio de 1995), conocido como Hyuk, es un cantante y actor surcoreano, miembro de la banda VIXX desde 2012. Comenzó su carrera en la actuación con el estreno de la película Chasing en 2016, como protagonista.

## Primeros años
Sang Hyuk nació y creció en Dong, Daejeon, Corea del Sur. Su familia está compuesta por él, sus padres y una hermana mayor. 
Estudió en Hanlim Multi Art School y en Dong-Ah Institute of Media and Arts.

## Carrera
Fue uno de los diez aprendices que participaron en el programa de supervivencia de Mnet MyDOL y fue escogido para ser parte de la alineación final del grupo de seis miembros VIXX, que debutó el 24 de mayo de 2012 con la canción Super Hero en el programa musical M! Countdown, un año después apareció en el episodio cuatro de la serie The Heirs junto a sus compañeros de banda.
En 2014, Hyuk realizó un pequeño cameo en la serie Glorious Day de SBS, junto a su compañero de grupo Leo. Además, fue escogido como miembro del reparto del programa de variedades Law of the Jungle en su edición realizada en Brasil. Fue convocado junto a N, Jackson de Got7 y Sungjae de BtoB para ser parte del programa Hitmaker, además formaron un banda proyecto llamada Big Byung y que sería producido por Jung Hyung Don y Defconn, el grupo lanzó dos canciones: Stress Come On y Ojingeo Doenjang.
En 2015, se confirmó que Hyuk realizaría su debut en la actuación con el largometraje de comedia y acción Chasing, junto a los actores Kim Jung Tae y Kim Seung Woo y bajo la dirección de Oh In Cheon, donde Hyuk interpretó a Won Tae, líder de una banda de estudiantes de la escuela secundaria. El 21 de octubre de ese año, Hyuk grabó un cover de la canción Call You Mine de Jeff Bernat que fue publicado en el canal oficial de YouTube de VIXX, y que previamente fue interpretado durante el concierto VIXX’s Live Fantasia Utopia. Finalmente la película Chasing fue estrenada el 7 de enero de 2016.
En abril de 2019 se anunció que se había unido al elenco de la serie The Great Show, donde dio vida a Choi Jung-woo, un idol en entrenamiento y el novio de Han Da-jung (Noh Jung-ui).
En marzo del 2020 se anunció que se había unido al elenco principal de la serie Ga Doo Ri’s Sushi Restaurant donde interpretará a Cha Woo-bin, un joven que disfruta haciendo las cosas a su manera.

## Discografía

### Colaboraciones
- Stress Come On, para Big Byung, junto a N, Jackson Wang y Sungjae (2014).
- Ojingeo Doenjang, para Big Byung, junto a N, Jackson Wang y Sungjae (2015).

## Filmografía

### Películas
- Chasing (잡아야 산다; 2016), como Won Tae.

### Series de televisión
- Color Rush 2 (2021) como Se-hyun.[8]
- Ga Doo Ri’s Sushi Restaurant (2020) como Cha Woo-bin.
- The Great Show (2019), como Choi Jung-woo.
- Glorious Day (기분 좋은날; 2014), como Aparición especial.[9]

### Vídeos musicales
- Stress Come On de Big Byung (2014).
- Shall we Dance de Lim Chang Jung (2014).[10]
- Ojingeo Doenjang de Big Byung (2015).

### Apariciones en programas
- King of Mask Singer (2019, participante "Sport Car" - ep. 233-234).[11]
- King of Mask Singer (2015, juez invitado - ep. 23-24)
- Law of the Jungle in Brazil (2014, ep. 108-116).

### Musicales
| Año  | Obra                            | Personaje | Notas                 |
| ---- | ------------------------------- | --------- | --------------------- |
| 2020 | Eye of the Dawn (여명의 눈동자) | -         | junto a Oh Chang-seok |